# Église biblique Parole de vie
L’Église biblique Parole de vie (anglais : Word of Life Bible Church) est une association chrétienne évangélique d'églises pentecôtistes.  Son siège est une megachurch à Warri, au Nigeria.  Ayo Oritsejafor (en) est son dirigeant. 

## Histoire

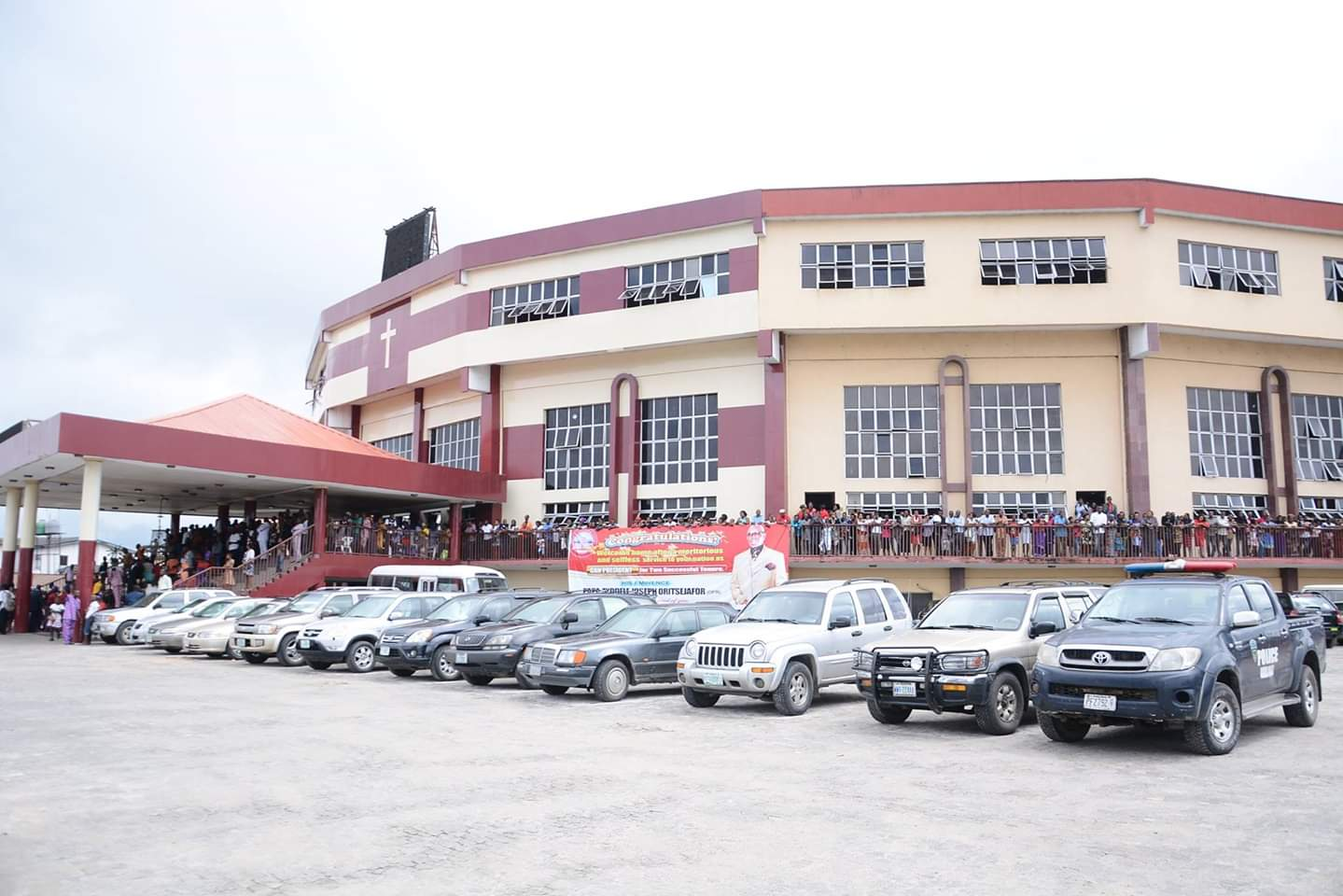
Bâtiment de l’International Gospel Centre à Warri

En 1972, Ayo Oritsejafor, étudiant en théologie, a une vision pour l’établissement d’une église.  Après avoir obtenu son diplôme de la Morris Cerullo's School of Ministry de San Diego aux États-Unis, le pasteur Ayo Oritsejafor fonde l’Église biblique Parole de vie en 1987 à Warri.  En 2014, l’église inaugure un temple comprenant un auditorium de 35 000 sièges appelé International Gospel Center à Warri.  En 2014, l’église compterait 2 millions de membres et 80 églises,.